# Bihariozaur
Bihariozaur, Bihariosaurus – roślinożerny dinozaur. Ornitopod spokrewniony z iguanodonem.

## Nazwa
Nazwa rodzajowa oznacza "jaszczur z Bihoru".

## Wielkość
Długość: 3 m

## Pożywienie
rośliny

## Występowanie
Zamieszkiwał współczesną Europę (dzisiejsza Rumunia) 150-138 milionów lat temu (późna jura / wczesna kreda), czyli bardzo wcześnie jak na przedstawiciela swej grupy.

## Odkrycie
Opisano go na podstawie bardzo nielicznych szczątków, m.in. zębów i kawałków kości.

## Opis
Przypominał kamptozaura.

## Gatunki
- Bihariosaurus bauxiticus